# レズビアン雑誌
レズビアン雑誌（レズビアンざっし）とは、女性同性愛者（レズビアン）向けの雑誌である。

## 概要
写真グラビアやイラスト、女性同士のセックス、交際の悩み、恋人募集、レズビアン著名人へのインタビュー記事、レズビアンの交際を描いた漫画や小説などの記事を掲載している。アメリカ合衆国などでは、女性同性愛者と男性同性愛者双方を対象とした雑誌も刊行されている。
レズビアン雑誌は、ゲイ雑誌に比べると出版点数が少ない。特に日本では安定して長期間刊行を続けている雑誌が存在しない。これは購買対象が限られているために発行部数が少なく、一般企業からの広告収入もあまり見込めないという、ゲイ雑誌同様の理由の他に、レズビアンは収入の不安定な人々が多い（女性の給与は男性より少ないことが多いため）ことに起因すると推測されている。日本では70年代からミニコミやサークルの会報という形でレズビアン向けのマガジンが作られていた。その後、90年代になって、書店に流通する商業雑誌として｢フリーネ｣「アニース｣「カーミラ｣が刊行されるが、それらはレズビアンだけを対象とするのではなく、バイセクシュアル女性やトランスセクシュアル向けの情報まで幅広く扱う媒体が多かったため、｢レズビアン雑誌｣と言い切れるものは少ない。また、近年はインターネットの普及により、紙媒体のレズビアン雑誌を成り立たせるのは難しい情勢になってきている。
なお、主に通常の男性による観賞を目的に編集された「レズ雑誌」も存在するが、こちらは女性同士の絡みを見るのが目的の純粋なポルノ雑誌であり、女性同性愛者の購入は少ない。
アメリカ初のレズビアン雑誌は1940年代の『Vice Versa』とされる。
レズビアン雑誌ではないが、耽美雑誌Allan(1980年-1984年)では FOR LESBIANS ONLY!/百合通信というレズビアンの多い文通マッチング・コーナーがあった。また女性同士の恋愛を扱ったレディースコミック美粋(1996年-1999年)では、レズビアン同士の出会いや各地のコミュニティの情報が特集されていた。同じく百合マンガ雑誌であるコミック百合姫にあった『百合道場』というコラムでは、レズビアンの若い女性からの恋愛に関する相談を請け負っていた。

## 日本におけるレズビアン雑誌
- ガール&ガール - 1970年代後半－1980年代前半。アリス出版発行の自販機本。編集長は川本耕次。
- ラブリス- 1992－1995年。掛札悠子が中心となって発行していたレズビアンとバイセクシュアル女性のためのミニコミ誌。最盛期には全国に1700以上の購読者がいた。
- ラブリス・ダッシュ -1996-1998年。ラブリスの終了を受けて、有志が継続したミニコミ誌。
- フリーネ(Phryné) - 1995年創刊・休刊（2号）。三和出版から発行された日本初の女性を愛する女性向けの商業雑誌。
- アニース（anise） -　フリーネの後継誌。ゲイ雑誌バディの版元テラ出版から、1996年創刊し、1997年一旦休刊(5号発行)。2001年に復刊するも2003年に再び休刊した(4号と連載コミックスをまとめた別冊の計5冊刊行)。レズビアン＆バイセクシュアルのための商業誌と銘打っており、当事者が編集に携わっていた。
- カーミラ（Carmilla） -　2002年創刊、2005年廃刊(10号)。
- Tokyo Wrestling　2007年より創始されたレズビアン・ウエブマガジン
- Novia Novia Magazine　2012年創刊のレズビアン、バイセクシャルなど女性が好きな女性のためのライフスタイル情報誌
- ガチレズ！　レズビアンの本音を集めた新感覚ウェブマガジン
- Girrls∞Luv!　2012年創刊のオンナノコ×オンナノコが主役のフリーマガジン

## アメリカ合衆国におけるレズビアン雑誌
- LN -　ロサンゼルスのレズビアン雑誌。1994年創刊、フリーペーパーだが有料購読もしている。
- girlfriends
- CURVE
- The Advocate -　LGBTニュース誌。

## その他の国におけるレズビアン雑誌
- DIVA -　イギリスのレズビアン雑誌
- LOTL -　オーストラリアのレズビアン雑誌
- La dixieme muse -　フランスのレズビアン雑誌
- Girls Like Us - オランダのレズビアン雑誌